# Río Adur
El río Adur (en euskera: Aturri, en francés y en gascón bearnés: Adour, en occitano: Ador) atraviesa el suroeste de Francia. Su curso mide 309,2 km, en los que el caudal medio que arrastra es de 350 m³/s. Nace en el macizo de Néouvielle, en los Pirineos, en el departamento de los Altos Pirineos (65), y desemboca al océano Atlántico, en el golfo de Vizcaya, tras pasar por la ciudad de Bayona. Era junto con Bilbao el centro de la industria de la construcción naval en la costa cantábrica.

## Cuenca del río Adur
El Gave d'Oloron está formado a partir de los ríos pirenaicos fr:gave d'Aspe (valle de Aspe) y fr:gave d'Ossau (valle de Ossau). El gave de Pau nace también en los Pirineos. El término gave designa muchos cursos de agua en los Pirineos occidentales.
La confluencia del gave de Pau (193 km) y del gave d'Oloron (149 km) ocurre en Peyrehorade para formar los Gaves réunis, 10 km antes de la confluencia con este y su desembocadura en el Adur.
La confluencia de los ríos Midou y Douze ocurre en la ciudad Mont-de-Marsan (Landas), formando el río Midouze. El Midou y el Douze tienen su origen en el departamento de Gers. El río Midouze (151 km) es un afluente del río Adur, y la confluencia cerca de Tartas.
Otros principales afluentes del río Adur son los ríos Nive (en vasco: Errobi) 79,3 km, Gabas (117 km), Bidouze (82,4 km), Luy de Bearne (76,7 km) y Arros (130 km).

## Lugares que atraviesan los ríos
Departamentos y ciudades (principales localidades)

### Lugares que atraviesa el río Adur
- Altos Pirineos: Bagnères-de-Bigorre, Tarbes, Maubourguet
- Gers: Riscle
- Landas: Aire-sur-l'Adour, Dax, Tarnos
- Pirineos Atlánticos: Bayona, Anglet

### Lugares que atraviesa el gave de Pau
- Altos Pirineos: Luz-Saint-Sauveur y Lourdes.
- Pirineos Atlánticos: Nay, Pau y Orthez.
- Landas: Labatut, Peyrehorade.

### Lugares que atraviesa el gave d'Oloron
- Pirineos Atlánticos: Oloron-Sainte-Marie, Sauveterre-de-Béarn.
- Landas: Peyrehorade.

### Lugares que atraviesa el río Midouze
- Landas: Mont-de-Marsan, Tartas.